# Villa di Chiavenna
Villa di Chiavenna – miejscowość i gmina we Włoszech, w regionie Lombardia, w prowincji Sondrio.
Według danych na rok 2004 gminę zamieszkiwało 1119 osób, 35 os./km².